# シャイバーニー
シャイバーニー（ ابو عبد الله محمد الحسن الشيباني Abū ‘Abd Allāh Muḥammad ibn al-Ḥasan al-Shaybānī、749年 - 805年）はイスラーム教スンナ派、ハナフィー学派の法学者。ハナフィー学派の三大学祖のひとりとされ、イスラームのグロティウスとも称される。

## 人物
シャイバーニーはイラクに生まれ、クーファでアブー・ハニーファとアブー・ユースフに法学を学んだ。時期は不明であるが、マーリク学派の祖であるマーリク・イブン＝アナスに師事したこともあるという。彼はハナフィー派法学の実定法的側面を完成させたほか、イスラーム国際法（スィヤル）についての理論的考察も行なっており、イスラームのグロティウスという異称はそれに基づく。またハナフィー派法学の最大の特色とされるヒヤル（合法的行為の蓄積により、本来不法と見なされうる行為を行なう方法）についての論著も残している。
彼の弟子のなかには、シャーフィイー学派の創始者であるシャーフィイーがいる。またシャイバーニーはホラーサーン滞在時に多くの弟子を育成した。これはハナフィー学派が中央アジア方面へ広まる機縁となった。

## 主要論著
- 『大集成』（al-Jāmi‘ al-Kabīr:『基本の書』を中心とする学説集）
- 『小集成』（al-Jāmi‘ al-Ṣaghīr）
- 『補記』
- 『大スィヤル』（Kitāb al-Siyar al-Kabīr）
- 『小スィヤル』（Kitāb al-Siyar al-Ṣaghīr）
- 『メディナの学徒への反証の書』